# Кладбище «Покровский погост»
Кладбище «Покровский погост» — кладбище в Иркутске, открытое в конце XX века руководителем Православной старообрядческой общины во имя Покрова Божией Матери г. Иркутска — Поротовым Иннокентием Сергеевичем. Находится за селом Пивовариха.

## История

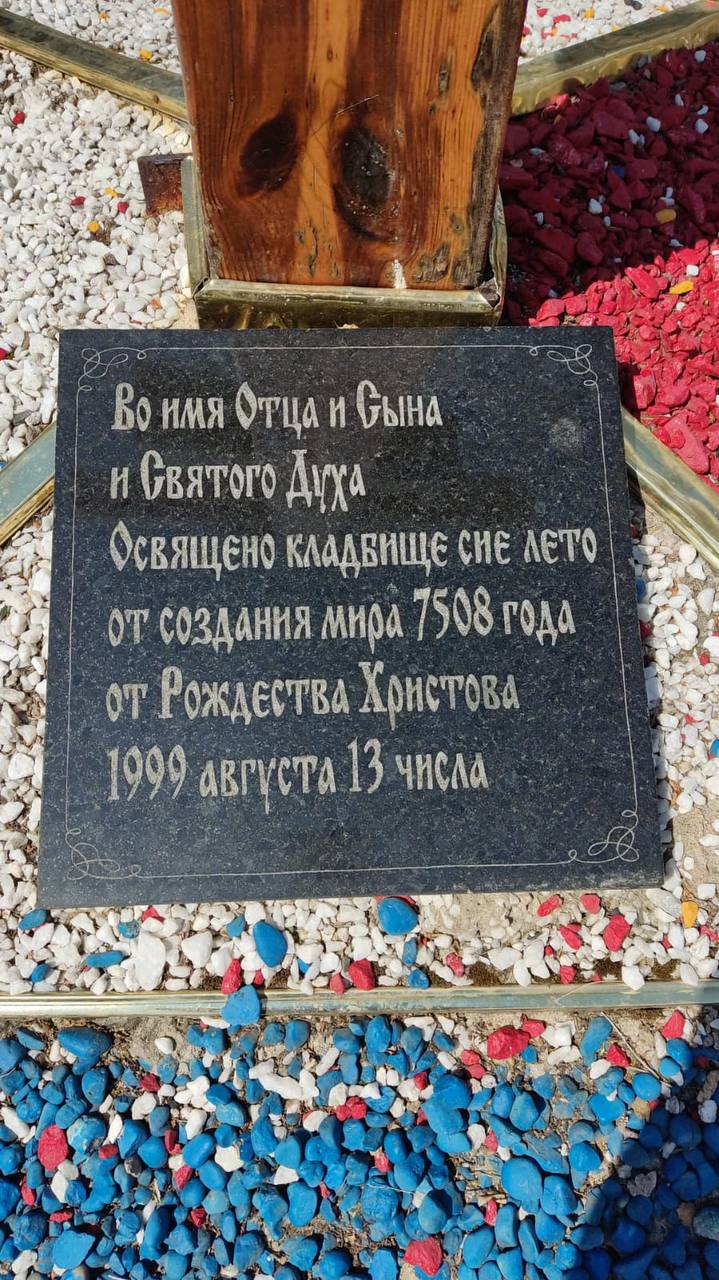
Cemetery «Pokrovsky Pogost». Irkutsk city.

В конце XX века руководитель старообрядческой общины Поротов Иннокентий Сергеевич задумался о достойном погребении членов группы и обратился к администрации Иркутского района с просьбой о выделении общине земельного участка. В течение нескольких лет шла процедура различных согласований — от уровня главы муниципального района до получения на документах резолюции премьер-министра России. В результате участок был предоставлен общине. На нем была возведена небольшая церковь, и началось обустройство кладбища для членов общины.
Был выделен земельный участок площадью 4 гектара для обустройства кладбища. Кладбище граничит с муниципальным и сельском кладбищем.

Здесь не было ничего — грязь да мусор. Мы приехали с епископом, крестик деревянный поставили, отслужили службу, с этого все и началось.
— Иннокентий Поротов Интервью для "Комсомольской правды". // [А. Перова, https://www.irk.kp.ru] (29 апреля 2019)
Освятил «Покровский погост» епископ Силуян 13 августа 1999 года.
С тех пор иркутские старообрядцы следят за порядком и обустройством «Покровского погоста».

## Современное состояние
Кладбище представляет собой парк с высокими деревьями и кустарниками, по которому можно гулять и рассматривать могилы людей, внёсших вклад в развитие Иркутской области. У входа на территорию погоста стоит часовня во имя Покрова Божией Матери. Рядом находятся сохраненные камни церковных захоронений с территории Харлампиевского храма.

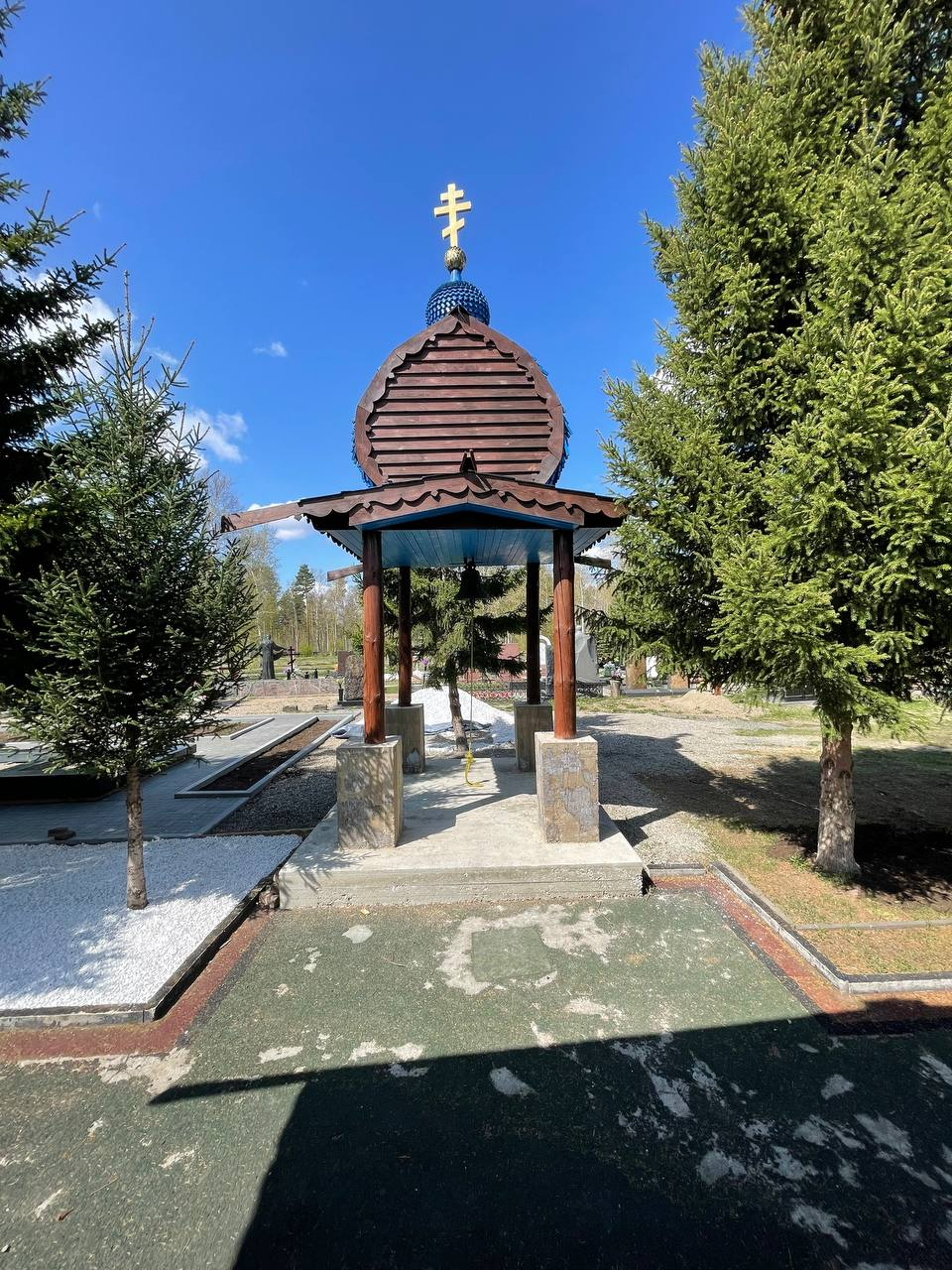
Часовня на кладбище «Покровский погост»

Кладбище граничит с сельским кладбищем.
На кладбище планируют сделать аллеи Героев России и Социалистического труда, ветеранов, заслуженных врачей, учителей и работников культуры.
Кладбище охраняется круглосуточно, ежедневно на нём ведутся работы по благоустройству.

## Известные личности, погребенные на кладбище «Покровский погост»

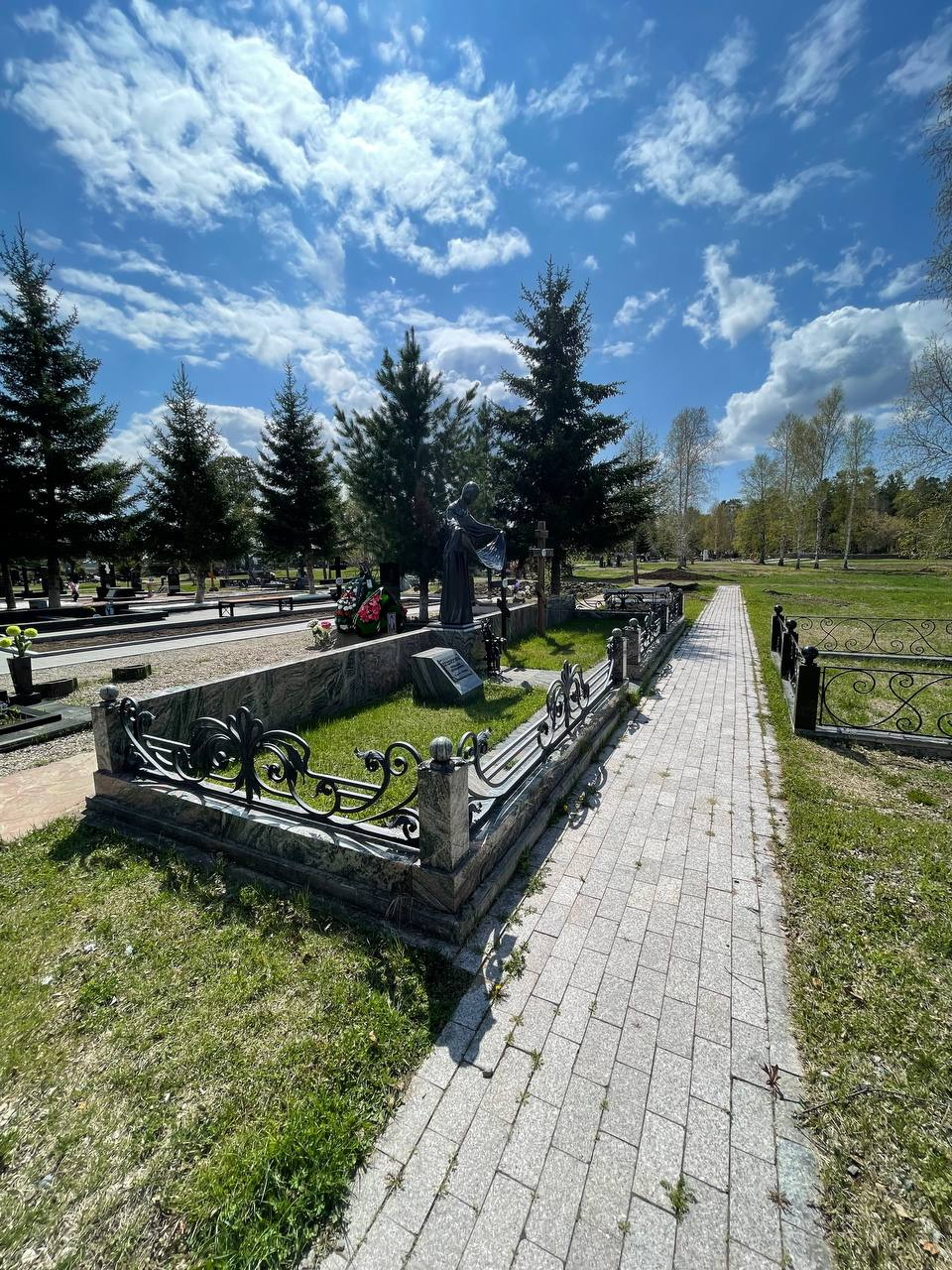
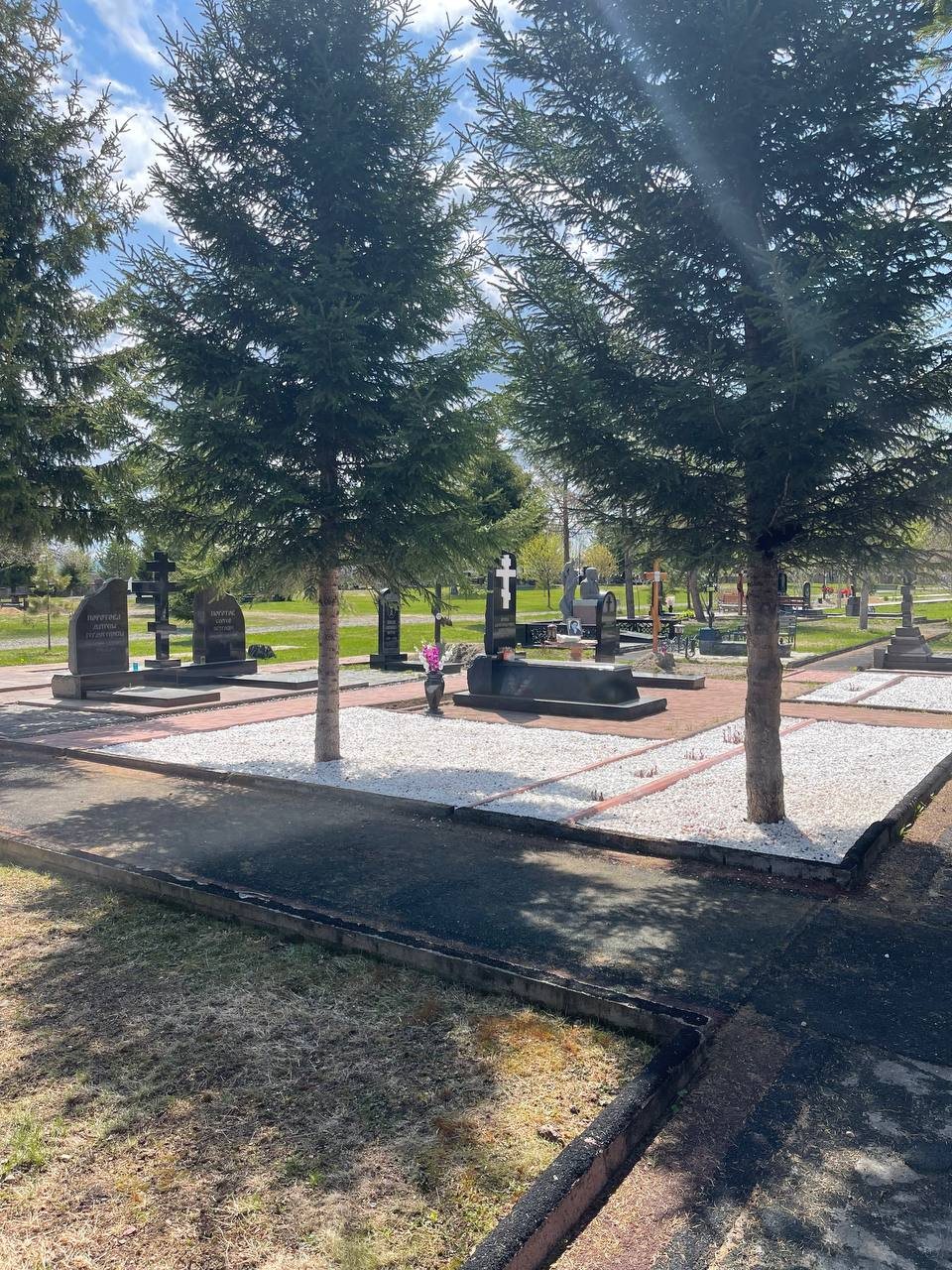
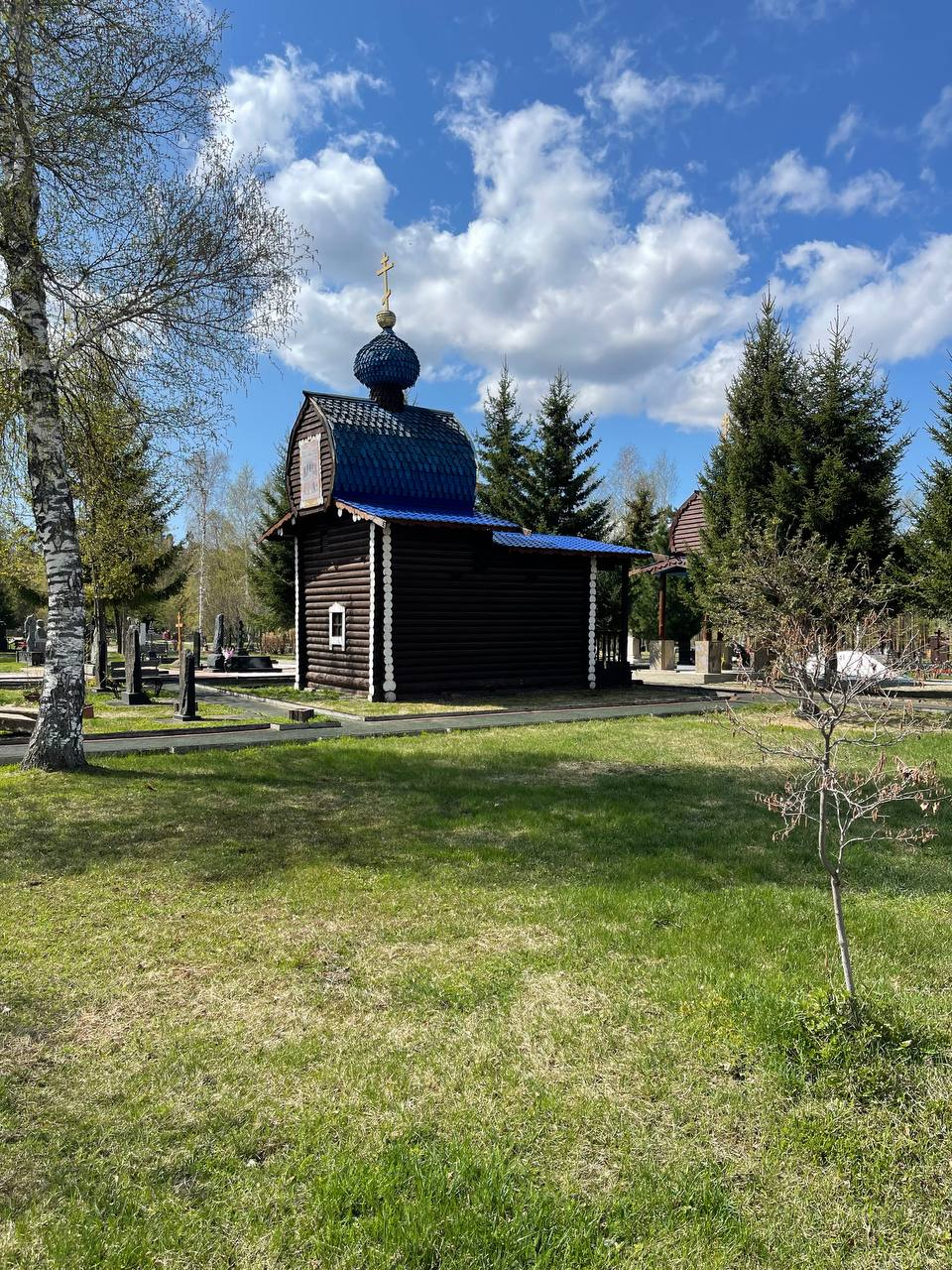
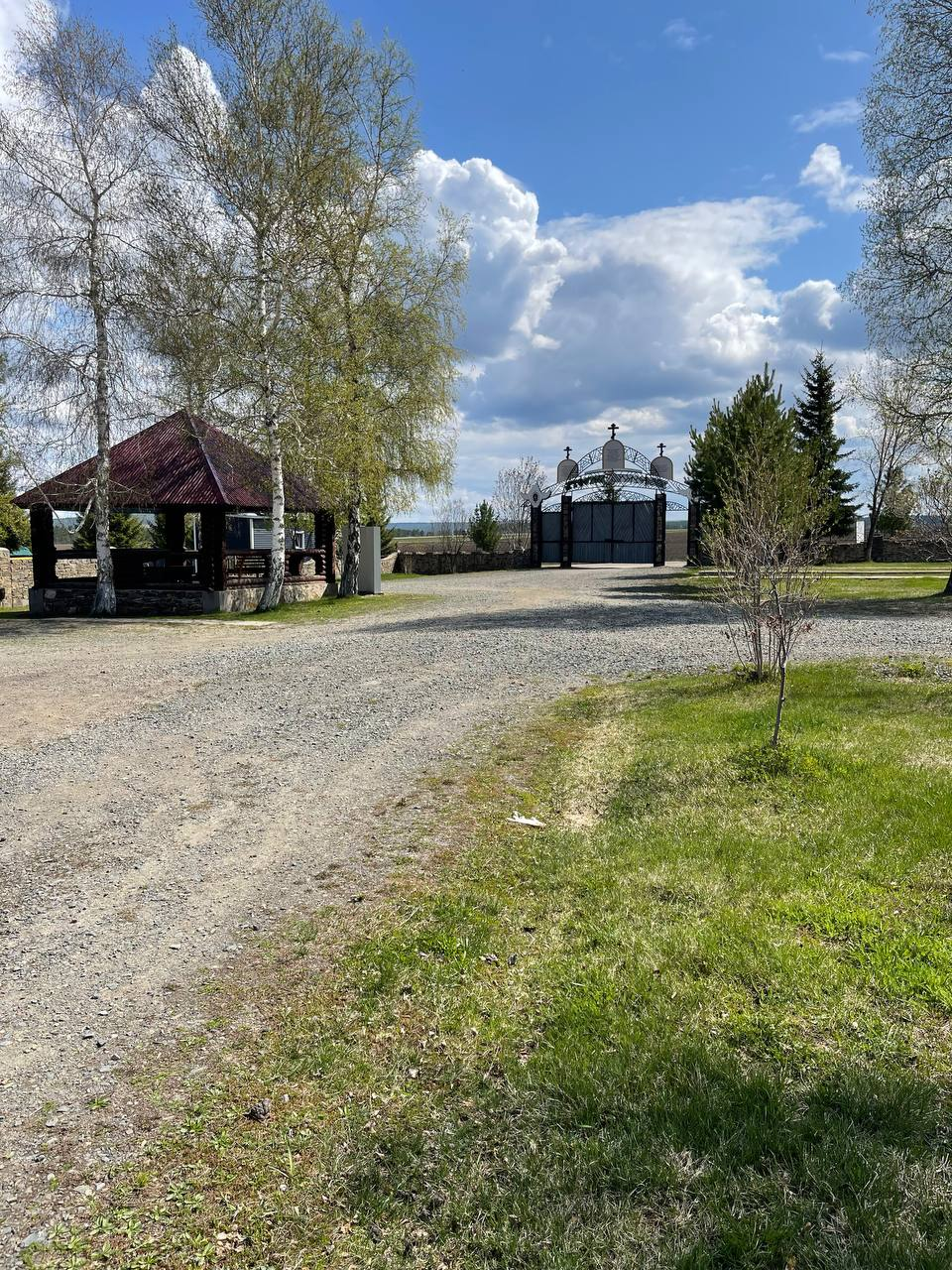
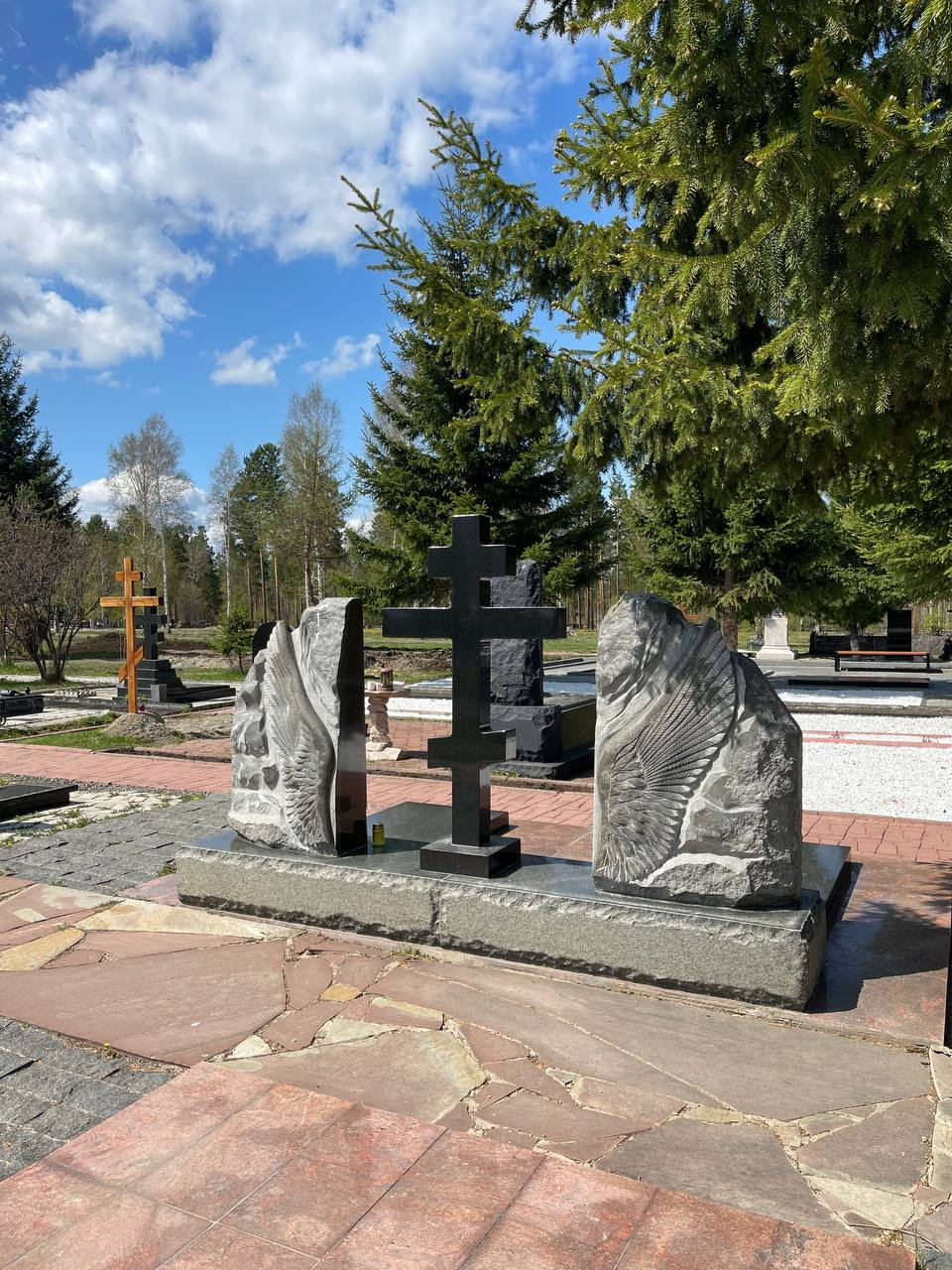

- Первый всенародно избранный губернатор Приангарья Юрий Ножиков и его первый заместитель Владимир Яковенко[5][6]
- Основатель Иркутского Диагностического Центра — Игорь Васильевич Ушаков[7]
- Почетные граждане региона и города — Юрий Ковалев, Павел Чекотов и другие

## Примечание
1. ↑  Родительский день в Иркутской области: За Покровским погостом ухаживают особо. irk.kp.ru (9 апреля 2018). Дата обращения: 29 мая 2023. Архивировано 29 мая 2023 года.
2. ↑  «Покровский погост» под прицелом рейдеров. Специальный Репортер (21 июня 2018). Дата обращения: 29 мая 2023. Архивировано 29 мая 2023 года.
3. ↑  Кладбище для VIP-персон. Байкал Инфо. Дата обращения: 29 мая 2023.
4. ↑  Алина Перова. На «Покровском погосте» хотят построить крематорий и колумбарий. irk.kp.ru (29 апреля 2019). Дата обращения: 28 мая 2023. Архивировано 28 мая 2023 года.
5. ↑  Екатерина АРБУЗОВА. Последняя недвижимость. «М2» выяснил, что на погостах действуют те же правила, что и на рынке жилья. Восточно-Сибирская правда (6 октября 2011). Дата обращения: 29 мая 2023. Архивировано 29 мая 2023 года.
6. ↑  Анна Соколова. Простились с Ножиковым... Байкал Инфо (24 июня 2010). Дата обращения: 29 мая 2023.
7. ↑  Прощание с главным врачом Иркутского диагностического центра Игорем Ушаковым пройдет 25 ноября. Иркутск.NEWS (24 ноября 2021). Дата обращения: 29 мая 2023. Архивировано 29 мая 2023 года.